# Harvey Weinstein
Harvey Weinstein CBE (Nova York, 19 de març de 1952) és un productor de cinema estatunidenc. Ell i el seu germà Bob van fundar la productora de cinema independent Miramax Films i The Weinstein Company. Amb la primera produïren pel·lícules com Sexe, mentides i cintes de vídeo (1989), Joc de llàgrimes (1992), Pulp Fiction (1994), Heavenly Creatures (1994), Flirtejant amb el desastre (1996) i Shakespeare in Love (1998). Va guanyar l'Oscar a la millor pel·lícula per Shakespeare in Love i va obtenir set premis Tony per a una varietat de peces de teatre i musicals, incloent The Producers, Billy Elliot the Musical i August: Osage County. A The Weinstein Company va ser copresident entre 2005 i 2017.
A l'octubre del 2017, després d'un seguit de denúncies per abús sexual, va ser acomiadat de The Weinstein Company i expulsat de l'Acadèmia de les Arts i les Ciències Cinematogràfiques. A 31 d'octubre, més de vuitanta persones havien presentat denúncies per abús contra Weinstein. Les denúncies generaren una campanya de #MeToo en els mitjans de comunicació social i moltes denúncies similars d'abús sexual i acomiadaments d'homes poderosos arreu del món, conegut des d'aleshores com a «efecte Weinstein». El 25 de maig de 2018, Weinstein va ser arrestat a Nova York, acusat de violació i altres delictes. Va ser condemnat a 23 anys de presó en 2020. El juny 2022 va perdre l’apel·lació per a anul·lar la seva condemna.

## Primers anys
Weinstein va néixer el 19 de març de 1952 al barri de Queens de Nova York. Fill de Max Weinstein (1924-1976), un tallador de diamants, i Miriam Postel (1926- 2016). La seva família tenia ascendència jueva, i els seus avis materns eren immigrants polonesos. Va créixer amb el seu germà menor, Bob Weinstein, en una cooperativa d'habitatge anomenada Electchester a la ciutat de Nova York. L'ull dret de Weinstein va resultar ferit en un accident quan tenia dotze anys. Es va graduar a la John Bowne High School i va estudiar a la Universitat de Buffalo. Weinstein, el seu germà Bob i un amic anomenat Corky Burger van produir independentment una sèrie de concerts de rock com Harvey & Corky Productions a Buffalo durant la dècada de 1970.
Weinstein s'ha casat dues vegades. El 1987, es va casar amb la seva assistent, Eve Chilton. Van tenir tres fills: Remy (prèviament Lily) (nascuda el 1995), Emma (nascuda el 1998) i Ruth (nascuda el 2002). Es van divorciar l'any 2004. El 2007, es va casar amb la dissenyadora de moda anglesa Georgina Chapman. Tenen una filla, l'Índia Pearl (nascuda el 2010), i un fill, en Dashiell (nascut el 2013). El 10 d'octubre de 2017, Chapman va anunciar que abandonava Weinstein després de les acusacions d'assetjament sexual.

## Carrera cinematogràfica

### Els anys 70
Tots dos germans de Weinstein havien crescut amb una passió per a les pel·lícules, i desitjaven entrar a la indústria cinematogràfica. A final de la dècada dels setanta, van fer servir els beneficis del seu negoci de promoció de concerts per a crear una petita companyia independent de distribució de pel·lícules anomenada Miramax Films, amb el nom dels seus pares, Miriam i Max. Els primers llançaments de la companyia van ser, principalment, pel·lícules de concerts orientades a la música com Rockshow de Paul McCartney.

### Els anys 80
A principi dels vuitanta, Miramax Films va adquirir els drets de dues pel·lícules britàniques de l'organització de drets humans Amnistia Internacional. Treballant de prop amb Martin Lewis, el productor de les pel·lícules originals, els germans Weinstein van editar les dues pel·lícules en una pel·lícula adaptada al mercat americà. La pel·lícula resultant es va estrenar com The Secret Policeman's Other Ball el maig del 1982, i es va convertir en el primer succés de la productora. La pel·lícula va recaptar molt de diners per a Amnistia Internacional i va ser acreditada per Amnistia per haver ajudat a elevar el seu perfil als Estats Units.

### Els anys 90 i 00
Miramax va continuar augmentant la seva biblioteca de pel·lícules i directors fins que, el 1993, després de l'èxit de Joc de llàgrimes, Disney va oferir als Weinsteins 80 milions de dòlars per a Miramax Films. Els germans van acceptar la proposta que cimentaria la influència de Hollywood i vetllaria perquè continuessin al capdavant de llur companyia. Miramax va publicar el seu primer èxit, Pulp Fiction de Quentin Tarantino, i va distribuir la popular pel·lícula independent Clerks.
Miramax va guanyar el seu primer Oscar a la millor pel·lícula el 1997 amb El pacient anglès. Dos anys abans,l'any 1995, la pel·lícula Pulp Fiction va ser nominada però va perdre contra Forrest Gump. Això va començar una sèrie d'èxits crítics que van incloure Good Will Hunting (1997) i Shakespeare in Love (1998), els quals van guanyar diversos premis, incloent nombrosos premis de l'Acadèmia.

### 2005-2017: The Weinstein Company
Els germans Weinstein van abandonar Miramax el 30 de setembre de 2005 per formar la seva pròpia productora, The Weinstein Company, amb diversos executius de mitjans i directors com Quentin Tarantino, Robert Rodriguez o Colin Vaines, que havia gestionat amb èxit el departament de producció de Miramax durant deu anys. Al febrer de 2011, el cineasta Michael Moore va emprendre accions legals contra els germans Weinstein. Exigia 2,7 milions de dòlars com a participació en els beneficis del seu documental Fahrenheit 9/11 (2004), que va dir que li havien estat denegats pels «ajustos de comptabilitat de Hollywood». Al febrer de 2012, Moore va abandonar la demanda per un acord no revelat.

### Acusacions d'assetjament sexual
L'octubre de 2017, The New York Times i The New Yorker van informar que més d'una dotzena de dones acusaven Weinstein d'assetjar-les sexualment, assaltar-les o violar-les. Moltes altres dones de la indústria cinematogràfica posteriorment van reportar experiències similars amb Weinstein, que van refusar qualsevol sexe no consensual. Com a conseqüència d'aquestes acusacions, Weinstein va ser acomiadat de la seva companyia de producció, suspès de l'Acadèmia Britànica de Cinema i Televisió Arts, expulsat de l'Acadèmia de les Arts i les Ciències Cinematogràfiques, acomiadat dels Directors El gremi d'Amèrica, el va deixar la seva esposa Georgina Chapman i les principals figures de la política a les quals havia donat suport el van denunciar. El Departament de Policia de Los Angeles va obrir una investigació penal per presumptes violacions. La policia de Nova York i Londres investiguen altres acusacions d'assalt sexual.
Les acusacions van precipitar una ona de «reconeixement nacional» contra l'assetjament i l'assalt sexual als Estats Units, conegut com l'efecte de Weinstein. La publicació d'altres casos d'assetjament, els informes de Weinstein o la posterior campanya d'etiqueta #MeToo van animar moltes persones (tant homes com dones) a compartir les seves històries suprimides de mala conducta sexual. Això va provocar l'expulsió ràpida de molts homes en posicions de poder tant als Estats Units com arreu del món.

## Premis i honors
El 26 de setembre de 2000, Harvey Weinstein va ser guardonat amb el títol honorífic de Doctor of Humane Letters (DHL) per la Universitat de Buffalo.
El 19 d'abril de 2004, Weinstein va ser nomenat comandant honorari de l'Ordre de l'Imperi Britànic en reconeixement de les seves contribucions a la indústria cinematogràfica britànica. El premi és honorífic perquè Weinstein no és ciutadà d'un país de la Commonwealth. El setembre 2020 la reina Elisabet II li va treure l'honor.
El 2 de març de 2012, Weinstein va ser nomenat cavaller de la Legió d'Honor francesa, en reconeixement dels esforços de Miramax per augmentar la presència i popularitat de pel·lícules estrangeres als Estats Units. El 15 d'octubre de 2017, el president Emmanuel Macron va anunciar la seva intenció de revocar el premi aper les mateixes raons.

## Filmografia

### Com a productor
| Any  | Títol                                           | Premis i nominacions |
| ---- | ----------------------------------------------- | --- |
| 1981 | The Burning                                     | |
| 1982 | The Secret Policeman's Other Ball               | |
| 1985 | Deep End                                        | |
| 1986 | Playing for Keeps                               | |
| 1988 | Gandahar                                        | |
| 1998 | Shakespeare in Love                             | Òscar a la millor pel·lícula BAFTA a la millor pel·lícula Globus d'Or a la millor pel·lícula - Musical o Comèdia Satellite a la millor pel·lícula - Musical o Comèdia Nominació: Guild of America dels productors a la millor pel·lícula de cinema teatral |
| 2000 | Malèna                                          | Nominació: BAFTA a millor pel·lícula de llengua no anglesa |
| 2002 | Gangs of New York                               | Nominació: Òscar a millor pel·lícula Nominació: BAFTA a millor pel·lícula Nominació: Guild of America dels productors a la millor pel·lícula de cinema teatral                                                                                             |
| 2003 | Master and Commander: The Far Side of the World | |
| 2009 | Nine                                            | Satellite a la millor pel·lícula - Musical o Comèdia Nominació: Globus d'Or a la millor pel·lícula - Musical o Comèdia |
| 2011 | My Week with Marilyn                            | Nominació: BAFTA a la millor pel·lícula anglesa Nominació: Globus d'Or a la millor pel·lícula - Musical o Comèdia |
| 2017 | Tulip Fever                                     | |
| 2017 | The Current War                                 | |

### Com a director
| Títol | Any                         |
| ----- | --------------------------- |
| 1986  | Playing for Keeps           |
| 1987  | The Gnomes' Great Adventure |